# Nokia Lumia 2520
Nokia Lumia 2520 – tablet z serii Lumia produkowany przez fińską firmę Nokia, zaprezentowany w październiku 2013 roku podczas Nokia World w Abu Zabi wraz z Lumią 1320 i 1520. Działa pod kontrolą systemu operacyjnego Windows RT. Jest to pierwsze tego typu urządzenie europejskiego producenta.

## Specyfikacja

### Aparat
W Lumii 2520 zastosowano optykę ZEISSA z matrycą 1/3.4 cala o rozmiarze 6,7 megapikseli, przesłonie f/1.9 wspomaganą przez autofocus oraz lampę błyskową LED. Aparat jest sterowany dwustopniowym spustem migawki, dysponuje również 4 krotnym zbliżeniem cyfrowym. Rozdzielczość wykonanych zdjęć to 2848 na 2144 pikseli. Filmy nagrywane tym tabletem mają jakość 1080p (Full HD).

### Wygląd
Tablet wykonano z poliwęglanu, a także hartowanego szkła (Gorilla Glass 2) pod którym znajduje się ekran. Głośnik słuchawkowy i kamerę umieszczono nad wyświetlaczem. Pod nim znajduje się pojemnościowy przycisk charakterystyczny dla systemu Windows RT, czyli start. Górna krawędź obudowy daje dostęp do klawiszy blokady i głośności. Na lewym boku mieszczą się gniazda AV i mini jack, a na dole obudowy złącze do klawiatury Nokia Power Keyboard. Wejścia micro HDMI i micro USB ulokowano na prawej krawędzi. Z tyłu tabletu zainstalowano aparat cyfrowy.

### Podzespoły
Urządzenie napędza czterordzeniowy Qualcomm Snapdragon 800 taktowany zegarem o częstotliwości 2,2 GHz. Procesor jest wspomagany 2 GB pamięci operacyjnej (RAM). Pamięć dostępna dla użytkownika to około 32 GB oraz bezpłatne 7GB pamięci w chmurze. Możliwe jest jej rozszerzenie przez kartę micro SD o pojemności do 64 GB. Ekran zastosowany w tym tablecie ma przekątną 10,1 cala. Został wykonany w technologii IPS LCD z wykorzystaniem autorskich funkcji SuperSensitive i ClearBlack. Jego rozdzielczość to 1920 na 1080 pikseli. Urządzenie wyposażono w moduły Bluetooth, NFC i WiFi. Obsługuje również łączność 3G/LTE. Zastosowana bateria litowo-jonowa ma pojemność 8120 mAh.

## Oprogramowanie
Nokia Lumia 2520 pracuje pod kontrolą systemu Microsoft Windows RT z dodatkiem Lumia Black. Preinstalowane są programy takie jak: Kalkulator, Zegar, Kalendarz, Budzik, Przypomnienia, Spis telefonów, Zadania, Pokój rodzinny, Kącik dziecięcy, OneNote, Sieci społecznościowe w książce telefonicznej, Portfel. Dodatkowo urządzenie wyposażono w podstawowe oprogramowanie biurowe - Excel, Word, PowerPoint i Lync oraz nawigację HERE Maps oraz inne aplikacje wykorzystujące połączenie GPS i rozszerzoną rzeczywistość np. Nokia Miasto w Obiektywie. Dodatek Lumia Black umożliwia korzystanie z kilku autorskich rozwiązań Nokii - Glance, Camera, Storyteller czy Beamer. Użytkownik może dodatkowo pobierać aplikacje i gry ze sklepu Microsoftu.